# Helekpe
Helekpe jest największą i najbardziej rozwiniętą ze wspólnot otaczających Górę Adaklu, jest ściśle połączona z przylegającymi wsiami Avanyaviefe i Sikama. Te dwie wspólnoty, wraz z Helekpe noszą wspólną nazwę Adaklu Hasu. Przez środek wsi prowadzi droga, wiodąca w jednym kierunku do Tsrefe i dalej do Abuadi i Ho oraz w innym kierunku do Sogakofe. We wsi ostatnio zainstalowana została elektryczność, chociaż nie wszystkie domy i firmy są już podłączone.
Wspólnota jest podzielona na 4 klany: Sokoefeme, Dzigbe, Asiko i Enyigbe, każdy z nich ma własnego wodza, a całą wspólnotą rządzi jeden najważniejszy wódz Helekpe, który podejmuje decyzje dotyczące całej wspólnoty i może być wezwany na pomoc w sporach albo do porad małżeńskich.

## Źródła
- ENGhana Helekpe. srcf.ucam.org. [zarchiwizowane z tego adresu (2007-09-30)].